# Salím al-Husajní
Salím al-Husajní též Salím Efendi al-Husajní (arabsky سليم الحسيني‎, zemřel 1908) byl palestinský arabský politik a starosta Jeruzaléma v osmanském období v letech 1882–1897.
Patřil do vlivné a bohaté jeruzalémské rodiny al-Husajní. Jeho syny byli pozdější starostové Husejn al-Husajni a Musa al-Husajni. Byl členem jeruzalémské městské rady. Postavil si palác, později sídlo instituce Dar al-Tifl. Je pohřben ve čtvrti Šejch Džarach, nedaleko American Colony Hotel.